# Gare de Lépanges
Gare de Lépanges – przystanek kolejowy w miejscowości Lépanges-sur-Vologne, w departamencie Wogezy, w regionie Grand Est, we Francji. Jest zarządzany przez SNCF i obsługiwany przez pociągi TER Lorraine. 

## Położenie
Znajduje się na linii Arches – Saint-Dié, na km 13,798 między stacjami Docelles - Cheniménil i Bruyères, na wysokości 405 m n.p.m.

## Linie kolejowe
- Linia Arches – Saint-Dié